# Notelaea longifolia
Notelaea longifolia es un arbusto o árbol muy pequeño en el este Australia. Crece dentro o adyacente a bosques lluviosos desde el Parque nacional Mimosa Rocks (37° S) hasta el poblado de Bamaga (11° S) en el extremo norte de Queensland. Nombres comunes incluyen Olivo-Mock grande (Large Mock-olive) u Olivo Mock de hojas grandes  (Long-leaved-olive). Es una planta ornamental atractiva.

## Descripción
Usualmente es un arbusto de 3 metros de alto. Pero ocasionalmente puede ser ocasionalmente grande, de hasta 9 metros de alto y un diámetro en le tronco de 30 cm. El tronco es con frecuencia torcido, la corona es ancha y densa. La corteza café grisácea es escamosa, agrietada y dura. Las ramillas tienen lenticelas pálidas, si no café pálidas y delgadas.

### Hojas
Las hojas son variables en tamaño y forma. Algunas estrechas lanceoladas, otras lanceoladas y algunas de una forma ovada. De 3 a 16 cm de largo y 1 a 6 cm de ancho. A veces con una punta prominente, o a veces roma. Las hojas gradualmente se estrechan en el extremo del tallo. Verde oscuro en el haz, más opacas en el envés, rígidas y secas al tacto. Los tallos de la hoja ausentas o de hasta 8 mm de largo. Las hojas son venosas y no tan bien determinadas como en Notelaea venosa.

### Flores y fruto
Las flores amarillas pálidas se forman entre abril y octubre en  racimos en las axilas de la hoja. Los racimos miden 2 cm de largo. El fruto madura desde noviembre a marzo. Siendo una drupa carnosa oscura azulada o negra de 10 a 16 mm de largo con una sola semilla puntiaguda o en forma de huevo, de 8 a 12 mm de largo. La regeneración de la semilla fresca es lenta, tomando hasta un año.